# 이사이다역
이사이다역(일본어: 井細田駅)은 일본 가나가와현 오다와라시에 있는 이즈하코네 철도 다이유잔 선의 역이다.

## 역 구조
단선 승강장 1면 1선의 지상역에서 선로의 서쪽에 플랫폼이 있고 플랫폼의 서쪽에 역사가 있는 플랫폼과 역사는 계단으로 연결된다.
무인역이지만, 아침 저녁 출퇴근 시간대만 위탁을 받은 승차권 회수원이 집찰 업무를 하고 있다. 콘크리트의 작은 역사로 이즈하코네 철도의 부동산 센터가 들어 있었으나 2006년 3월 15일에 폐지되었다.
역사의 내부에는 자동 매표기와 승차표 발행기가 각각 1대씩 설치되어 기타 승차권 회수원의 사무실도 있다. IC카드의 간이 개찰도 있다.

## 역 주변
역 바로 서쪽에 오다와라 시립 아시가라 초등학교가 있다. 북서쪽으로 300m 정도 거리에 오다큐 전철 오다와라 선의 아시가라역이 있고, 고햐쿠라칸 역까지 인근 거리에 3개의 역이 놓인 셈이다. 또한, 역전 도로의 인도는 매우 좁다.
- 후지필름 가나가와 공장 오다와라 사이트
- 오다와라 고등 간호 전문학교
- 아마존 오다와라 훌피루멩토 센터

## 역사
- 1926년 11월 24일: 영업 개시[1].

## 인접역
| 이즈하코네 철도 ■ 다이유잔 선 | 이즈하코네 철도 ■ 다이유잔 선 | 이즈하코네 철도 ■ 다이유잔 선 |
| ----------------------------- | ----------------------------- | ----------------------------- |
| ID02 미도리초 오다와라 방면   |                               | 고햐쿠라칸 ID04 다이유잔 방면 |